# IBM 1130

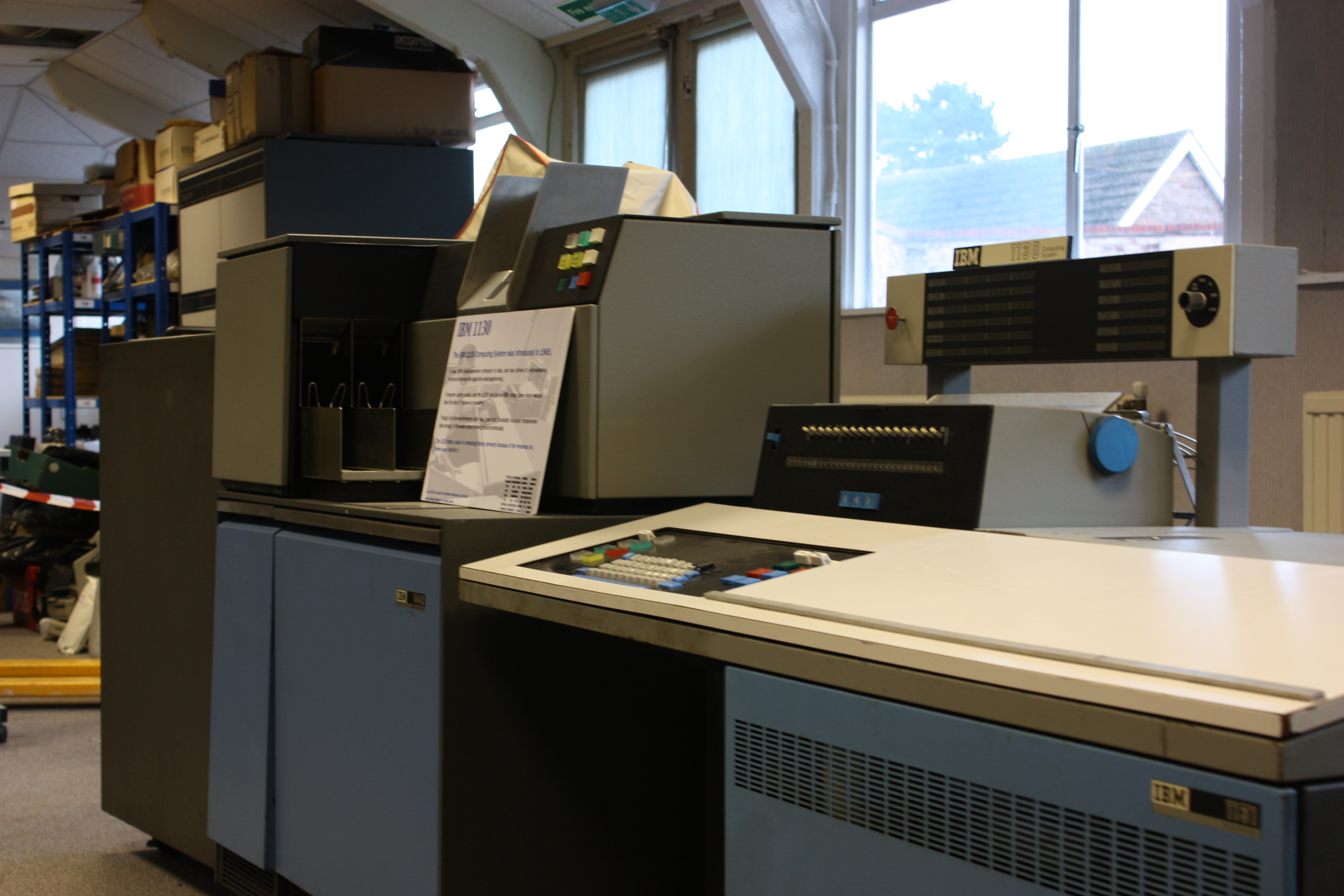
IBM 1130計算システムの操作卓。後ろにIBM 1442カード読取り・穿孔装置

IBM 1130計算システム（英文：IBM 1130 Computing System）はIBM社が1965年に発表した科学計算用の小型コンピューターで、IBM System/360に使われた最新のソリッド・ロジック・テクノロジー（SLT）を利用しているにもかかわらず、比較的低価格で、日本も含めた世界中で広く使われた。IBM 1620の後継機種に当る。

## 概要
IBM 1130計算システムはIBM社が1965年に発表した科学計算用の小型コンピューターであった。IBM System/360に使われた最新のソリッド・ロジック・テクノロジー（SLT）を利用している。IBM 1620の後継機種に当り、プロセス制御用機能を搭載してIBM 1800のベースにもなった。
機種構成は次の通り。
- IBM 1131 中央演算処理装置（CPU）、
  - キーボードとセレクトリックプリンターを搭載した操作卓（Operator's Console）との一体型
  - モデルにより搭載コアメモリの容量とサイクルタイム、磁気ディスク装置の有無が異なる
- IBM 1442 カード読取り・穿孔装置 （Card Reader/Punch）
- IBM 1132（英語版） ラインプリンター（Line Printer）
- IBM 1403 ラインプリンター（Line Printer）
- IBM 2311 磁気ディスク駆動装置（Magnetic Disk Drive） 
  - IBM 1316 ディスク・パック（Disk Pack）が使用可能。容量2MB
- IBM 2250（英語版） グラフィック表示装置（Graphic Display Unit） 
  - ベクタースキャン方式、1024×1024グリッドの解像度。英数字描画パターンを内蔵
- IBM 1627（英語版） プロッター (Plotter)
- IBM 1130 多重端末機制御アダプター（Multiple Terminal Control Adapter）
  - IBM 2741 キーボード・プリンター（Keyboard Printer）を４台まで

IBM 1130システムは、コンピューター内部では16ビットのワードマシンであった。プログラミング言語は、アセンブリ言語のアセンブラー（Assembler）と高級言語のFORTRANが標準で用意されていて、 ユーザーが製作したFORTH、LISP、GPSSなどのIBMのユーザー団体のシェア（SHARE）などに登録のある開発言語・アプリケーションプログラムをIBMが代行配布をしていた。

## 利用例
最新の技術を使っているにもかかわらず、比較的低価格で、日本も含めた世界中で、大学・研究所・工場現場などで広く使われた。日本では上智大学が1967年3月に導入（主記憶8Kワード）、民間企業では日本リクルートセンター（現・リクルートホールディングス）が1968年に初めて導入した。

## 競合システム
IBM 1130の発売と同年にディジタル・イクイップメント・コーポレーション（DEC）からより小型で安価な12ビットミニコンピュータのPDP-8が発売された。PDP-8は5万システムを売り上げ、世界で初めて商業的に成功したミニコンとなった。

## 愛好者
- IBM 1130を昔使った人たちは多く、愛好者による「IBM 1130.org」[※ 1]などを作っている。パソコンで動く「IBM 1130 FORTRAN Simulator」をダウンロードなどもできる。